# Schlesischer Bankverein
Der Schlesische Bankverein ist eine ehemalige Regionalbank mit Sitz in Breslau. Das Kreditinstitut wurde 1856 gegründet und 1917 von der Deutschen Bank übernommen.

## Geschichte
Am 17. Juli 1856 wurde der Schlesische Bankverein als Kommanditgesellschaft auf Aktien gegründet. Deren persönlich haftende Gesellschafter waren die Bankiers Heinrich Fromberg aus Breslau, Graf Adrian Joseph von Hoverden aus Breslau und Wilhelm Lehfeld aus Glogau. Lehfeld war Inhaber des Glogauer Bankhauses L. Bambergs Wwe. & Söhne, das 1865 als erste Filiale des Schlesischen Bankvereins übernommen wurde. 
In den 1850er und 1860er Jahren war die wirtschaftliche Lage in Schlesien so unbefriedigend, dass die Bank nur mit Mühe 6 % Dividende zahlen konnte. Aus Mangel an industriellen Investitionsmöglichkeiten kaufte der Schlesische Bankverein 1868 die Herrschaft Kuhnern mitsamt ihrer Zuckerfabrik, die erst 1889 mit einem geringen Buchgewinn wieder verkauft wurde.
1870 beteiligte sich der Bankverein an der Gründung der Deutschen Bank, von deren Aktienkapital von über 5 Millionen Talern er 125.000 Taler übernahm. Nach dem Deutsch-Französischen Krieg lösten die französischen Reparationszahlungen einen Wirtschaftsboom aus, es gab eine Gründungswelle von Industrieunternehmen. Durch die Gründung von Tochtergesellschaften in Beuthen, Glatz, Görlitz, Leobschütz, Neisse und Reichenbach erweiterte der Schlesische Bankverein sein Geschäftsgebiet auf die ganze Provinz Schlesien. Im Sog des Aktienbooms konnte der Schlesische Bankverein seinen Aktienkurs bis 1871 auf 189 % steigern und 1872, nach einem Rekordgewinn von 6,2 Millionen Mark, 14 % Dividende zahlen. Im darauffolgenden Jahr 1873 führte der Börsenkrach in Wien zur europaweiten Gründerkrise und der Jahresgewinn der Bank sank auf 243.000 Mark. Im Zuge dieser lange anhaltenden Wirtschaftskrise fielen auch die Aktien des Schlesischen Bankvereins und erreichten 1877 mit 79 % ihren tiefsten Stand. Erst in den 1880er Jahren besserte sich die wirtschaftliche Lage wieder und der Schlesische Bankverein wurde gefragter Finanzierungspartner bei Neugründungen im Oberschlesischen Industrierevier. 1886 wurde die Filiale in Liegnitz eröffnet.
Im Jahr 1897 übernahm die Deutsche Bank die Mehrheit des Aktienkapitals, wodurch der Schlesische Bankverein praktisch zu einer Tochtergesellschaft der Deutschen Bank wurde. Zwischen 1898 und 1899 ließ die Bank ein neues Verwaltungsgebäude in Breslau (Albrechtstraße 33/34) errichten.
Im beginnenden 20. Jahrhundert erweiterte die Bank ihr Geschäftsgebiet durch neue Filialen in Gleiwitz (1900), Rybnik (1904) und Hirschberg (1905) sowie später in Jauer (1912), Schweidnitz (1912) und Guben (1913). Die Mehrheitsbeteiligungen der Gesellschaft am Bankverein Kattowitz (seit 1904) sowie am Oberschlesischen Kreditverein in Ratibor (seit 1905) wurden 1916 in Filialen umgewandelt. Anfang 1917 unterhielt der Schlesische Bankverein insgesamt Filialen in 21 schlesischen Städten, außerdem fünf Zweigstellen in Breslau. Während des Ersten Weltkrieges kam es zu Planungen seitens der Deutschen Bank zur Übernahme der Schlesischen Bankgesellschaft. Ausschlaggebend dafür waren Sorgen um die Konkurrenz, insbesondere die Dresdner Bank, die sich zunehmend in Schlesien etablierte, zum anderen steuerliche Überlegungen und zum dritten die Erwartung, dass die deutsche Industrie nach dem Krieg ein erweitertes Geschäftsfeld im Osten Europas haben werde und man sich entsprechend frühzeitig positionieren müsse. Die  Hauptversammlungen der Deutschen Bank und des Schlesischen Bankvereins stimmten der Fusion beider Banken am 7. März 1917 zu. Die bisherigen Geschäftsinhaber  des  Bankvereins, Georg Cohn und Jean Bucher wurden Direktoren der Breslauer Niederlassung der Deutschen Bank. Die Bankfilialen firmierten nach der Fusion unter der Bezeichnung „Schlesischer Bankverein Filiale der Deutschen Bank“ bis zur Eroberung Schlesiens durch die Rote Armee 1945.